# Filet anti-requins

Schéma représentant un filet anti-requins au large d'une plage.

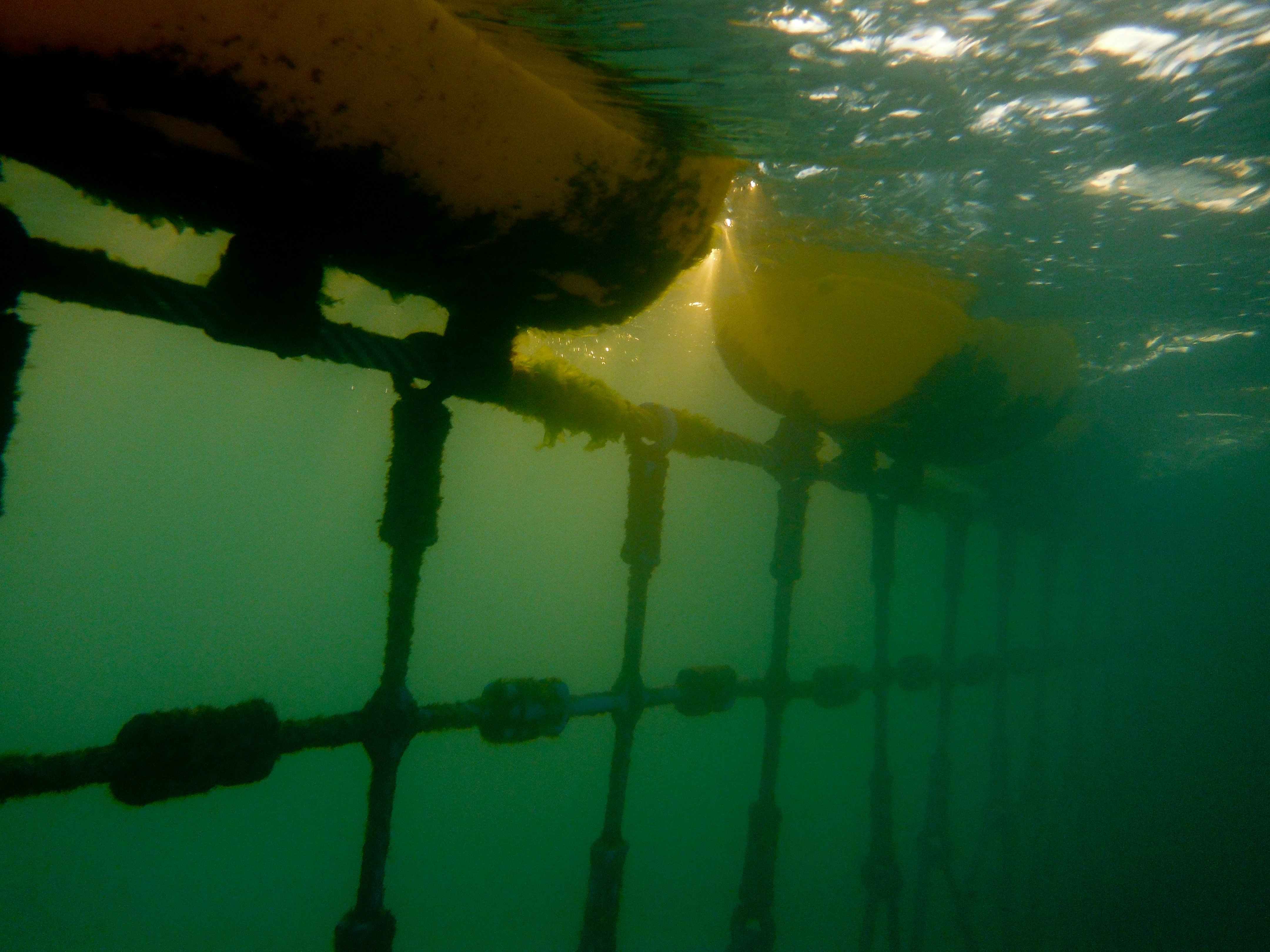
Photographie d'un filet-anti-requins en Australie-Occidentale.

Un filet anti-requins est un dispositif de protection civile installé en mer près de plages ou de lieux de baignade susceptibles de connaître des attaques de requins. Il se présente comme un filet déployé autour du site fréquenté pour empêcher les requins de s'approcher des usagers de la mer. Utilisé notamment en Australie, en Afrique du Sud ou à La Réunion, il est parfois critiqué pour son impact environnemental : il agirait comme un filet de pêche détruisant la faune marine sans une discrimination suffisante.